# Intervision Song Contest
Intervision Song Contest (ISC) var en sångtävling anordnad av det östeuropeiska TV-samarbetet Intervision 1977–1980, som en motsvarighet till Eurovision Song Contest, som på den tiden huvudsakligen samlade västeuropeiska deltagare. Tävlingen återupptogs 2008, men har sedan dess inte återkommit.
Samtliga Östeuropafinaler 1977-1980 gick av stapeln vid Opera Leśna, i Sopot i Polen. Tävlingen 2008 arrangerades i Sotji i Ryssland.
2014 meddelade Rysslands TV-bolag Channel one Russia att man avsåg att införa tävlingen återigen, men det har ännu inte förverkligats.

## Länder
- Armenien
- Azerbajdzjan
- Belarus
- Belgien
- Bulgarien
- Estland
- Finland
- Georgien
- Japan
- Jugoslavien
- Kanada
- Kazakstan
- Kina
- Kirgizistan
- Kuba
- Lettland
- Litauen
- Marocko
- Moldavien
- Nederländerna
- Polen
- Portugal
- Rumänien
- Ryssland
- Schweiz
- Sovjetunionen
- Spanien
- Sydkorea
- Tadzjikistan
- Tjeckoslovakien
- Turkmenistan
- Ukraina
- Ungern
- Uzbekistan
- Östtyskland

## Vinnare
- 1977 – Helena Vondrackova, Tjeckoslovakien – Malovany dzbanku
- 1978 – Alla Pugatjova, Sovjetunionen – Vsio mogut koroli
- 1979 – Czesław Niemen, Polen – Nim przyjdzie wiosna
- 1980 – Marion Rung, Finland – Where is the love
- 2008 – Tadzjikistan